# C’-jang
C’-jang (čínsky 资阳, pchin-jinem Zīyáng) je městská prefektura v Čínské lidové republice, kde patří do provincie S’-čchuan. Celá prefektura má rozlohu 7 919 čtverečních kilometrů a žije v ní 2,3 milionu obyvatel. Leží na východních okraji provincie S’-čchuan a východním okrajem hraničí s Čchung-čchingem.

## Administrativní členění
Městská prefektura C’-jang se člení na tři celky okresní úrovně, a sice jeden městský obvod a dva okresy.
| Jen-ťiang okres · An-jüe okres · Le-č’ |        |                       |                    |                                  |
| Název                                  | Název  | Počet obyvatel (2020) | Rozloha km² (2020) | Hustota zalidnění (obyv. na km²) |
| český přepis                           | znaky  | Počet obyvatel (2020) | Rozloha km² (2020) | Hustota zalidnění (obyv. na km²) |
| Městský obvod                          |        |                       |                    |                                  |
| Jen-ťiang                              | 雁江区 | 867 119               | 1 634              | 531                              |
| Okresy                                 |        |                       |                    |                                  |
| An-jüe                                 | 安岳县 | 950 939               | 2 644              | 360                              |
| Le-č’                                  | 乐至县 | 490 573               | 1 424              | 345                              |
|                                        |        |                       |                    |                                  |
| Celkem                                 | Celkem | 2 308 631             | 7 919              | 292                              |